# Lieuran-Cabrières
Lieuran-Cabrières è un comune francese di 284 abitanti situato nel dipartimento dell'Hérault nella regione dell'Occitania.

## Società

### Evoluzione demografica
Abitanti censiti